# Aristaria trinitalis
Aristaria trinitalis là một loài bướm đêm trong họ Noctuidae.